# Slambur
Slambur is een bestuurslaag in het regentschap Madiun van de provincie Oost-Java, Indonesië. Slambur telt 1772 inwoners (volkstelling 2010).